# 南皮河
南皮河（俄语：Река Нампи）是萨哈林州诺格利基区的河流，源起边界山，长36公里，流域面积228平方公里，注入鄂霍次克海。

## 引用
1. ↑  М·Г·瓦西科夫斯基. . 列宁格勒: 气象出版社. 1973 （俄语）.
2. ↑  . 国家水登记处.   [2024-01-02]. （原始内容存档于2024-01-02） （俄语）.